# Blou
Blou és un municipi francès situat al departament de Maine i Loira i a la regió de País del Loira. L'any 2007 tenia 963 habitants.

## Demografia

### Població
El 2007 la població de fet de Blou era de 963 persones. Hi havia 357 famílies de les quals 82 eren unipersonals (29 homes vivint sols i 53 dones vivint soles), 115 parelles sense fills, 144 parelles amb fills i 16 famílies monoparentals amb fills.
La població ha evolucionat segons el següent gràfic:
Habitants censats

### Habitatges
El 2007 hi havia 404 habitatges, 363 eren l'habitatge principal de la família, 16 eren segones residències i 25 estaven desocupats. 384 eren cases i 12 eren apartaments. Dels 363 habitatges principals, 281 estaven ocupats pels seus propietaris, 75 estaven llogats i ocupats pels llogaters i 7 estaven cedits a títol gratuït; 6 tenien una cambra, 24 en tenien dues, 52 en tenien tres, 85 en tenien quatre i 196 en tenien cinc o més. 286 habitatges disposaven pel capbaix d'una plaça de pàrquing. A 138 habitatges hi havia un automòbil i a 203 n'hi havia dos o més.

### Piràmide de població
La piràmide de població per edats i sexe el 2009 era:
| Homes | Edats   | Dones |
| ----- | ------- | ----- |
| 0     | 95 o +  | 0     |
| 0     | 90 a 94 | 13    |
| 2     | 85 a 89 | 2     |
| 1     | 80 a 84 | 3     |
| 16    | 75 a 79 | 20    |
| 12    | 70 a 74 | 16    |
| 22    | 65 a 69 | 21    |
| 20    | 60 a 64 | 21    |
| 16    | 55 a 59 | 26    |
| 24    | 50 a 54 | 22    |
| 31    | 45 a 49 | 38    |
| 17    | 40 a 44 | 21    |
| 35    | 35 a 39 | 19    |
| 37    | 30 a 34 | 33    |
| 24    | 25 a 29 | 31    |
| 20    | 20 a 24 | 17    |
| 33    | 15 a 19 | 30    |
| 37    | 10 a 14 | 28    |
| 22    | 5 a 9   | 36    |
| 21    | 0 a 4   | 18    |

## Economia
El 2007 la població en edat de treballar era de 604 persones, 484 eren actives i 120 eren inactives. De les 484 persones actives 438 estaven ocupades (238 homes i 200 dones) i 47 estaven aturades (22 homes i 25 dones). De les 120 persones inactives 40 estaven jubilades, 40 estaven estudiant i 40 estaven classificades com a «altres inactius».

### Ingressos
El 2009 a Blou hi havia 376 unitats fiscals que integraven 1.038 persones, la mediana anual d'ingressos fiscals per persona era de 14.576 €.

### Activitats econòmiques
Dels 18 establiments que hi havia el 2007, 1 era d'una empresa extractiva, 1 d'una empresa de fabricació d'altres productes industrials, 3 d'empreses de construcció, 5 d'empreses de comerç i reparació d'automòbils, 2 d'empreses d'hostatgeria i restauració, 1 d'una empresa d'informació i comunicació, 2 d'empreses de serveis, 1 d'una entitat de l'administració pública i 2 d'empreses classificades com a «altres activitats de serveis».
Dels 4 establiments de servei als particulars que hi havia el 2009, 1 era un taller de reparació d'automòbils i de material agrícola, 1 paleta, 1 guixaire pintor i 1 empresa de construcció.
L'únic establiment comercial que hi havia el 2009 era una perfumeria.
L'any 2000 a Blou hi havia 51 explotacions agrícoles que ocupaven un total de 1.519 hectàrees.

## Equipaments sanitaris i escolars
El 2009 hi havia una escola elemental integrada dins d'un grup escolar amb les comunes properes formant una escola dispersa.

## Poblacions més properes
El següent diagrama mostra les poblacions més properes.